# Cool jazz
A cool jazz egy, a második világháború idején, New Yorkban felbukkant dzsesszstílus. Akkoriban sok kaliforniai (főleg fehér) dzsesszzenész érkezett New Yorkba. Ezek a zenészek közös fellépések és együttzenélések során felvették az elsősorban fekete zenészek képviselte bebop elemeket, Lester Young selymesen finom szaxofonhangzását. Az így kialakult stílusra egyre inkább a cool (hűvös) jelzőt kezdték használni, mert az kerülte a bebop agresszívabb hangvételét. Az új stílusra jellemző volt az innovatív forma, alaposan megkomponált dallamok improvizált szakaszokkal. A cool szó először 1953-ban merült föl a Capitol Recordsnál megjelenő Cool and Quiet album címeként.

## Kialakulása és képviselői

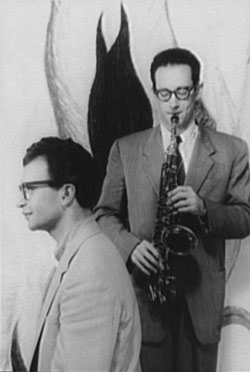
Paul Desmond (jobbra) és Dave Brubeck 1954-ben

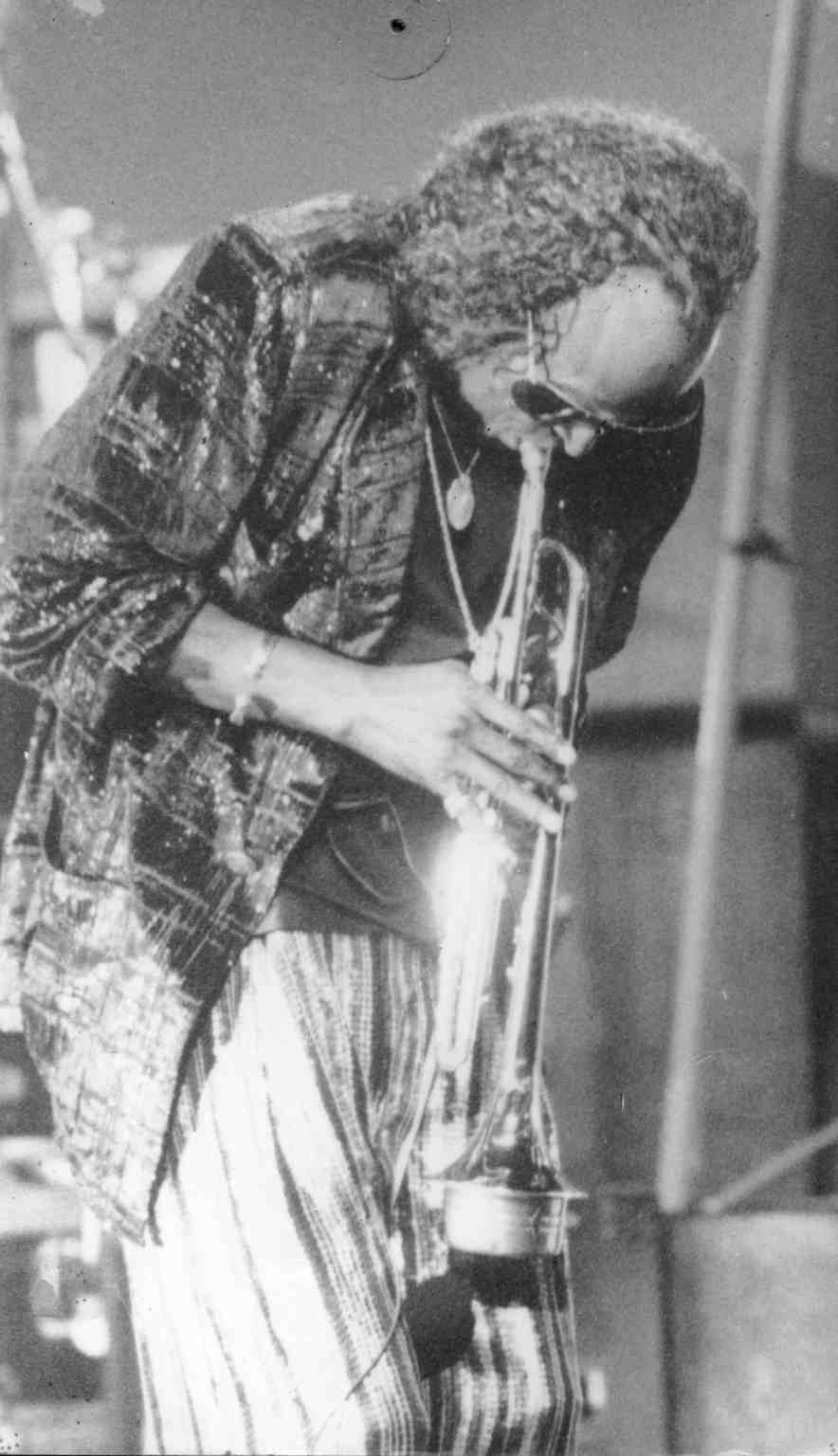
Miles Davis

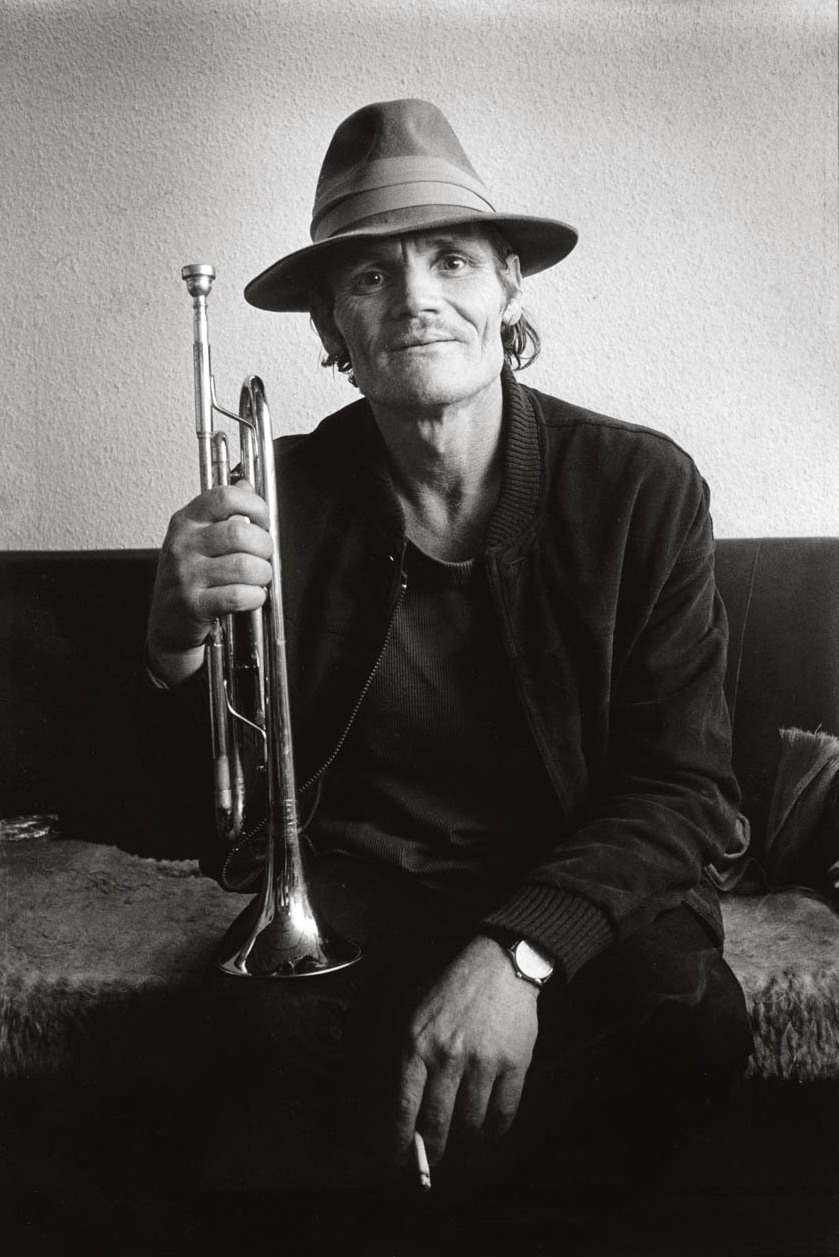
Chet Baker, a "Cool Hercege", 1983

Néhány zenész elégedetlen volt a bebop formális korlátaival, ezért azzal próbálkoztak, hogy a darabokat jobban átstrukturálták, és így a megkomponált és improvizált részeket elválasztva egymástól komplex arrangemantek jöttek létre. Később nyugat-európai komolyzenei elemek is megjelentek. Több cool dzsesszt művelő zenésznek konzervatóriumi végzettsége volt és zenészkedésüket egyértelműen művészi hivatásnak fogták fel.
A cool jazznek több gyökere is van. Hangszerelők, mint Gil Evans és Gerry Mulligan nevezhetők az első "coolistáknak". Ők Claude Thornhill nagyzenekaránál dolgoztak, ahol olyan, modern jazztől távoli hangszerek is szerepet kaptak, mint a kürt és a tuba. Ezek tették lehetővé Evans és Mulligan számára, hogy kidolgozzák a swingnél lágyabb, érzelmesebb big band zenéjüket.
A tempót tekintve még erősen bebop orientáltságú felvételeket készített többek között (Gil Evans környezetéből) Miles Davis trombitás 1949/1950-ben, zenetörténeti jelentőségű nonettjével közösen (gyakorlatilag egy kicsi Thornill-zenekar); ez azonban csak később kapta meg a neki kijáró figyelmet, amikor megjelent hanglemez formájában Birth of the Cool (1953 ill. 1957) címmel. A bebop ekkoriban nyert polgárjogot a populáris zenében, így ez az új alstílus nem vált népszerűvé, és a Birth of the Cool-on játszó zenekar szétszéledt. Mindazonáltal a felvétel jazzklasszikus lett.
Megemlítendő zenészek a negyvenes évek végén: Davis, Gerry Mulligan (baritonszaxofon), John Lewis és Lennie Tristano (zongora).
A cool-dzsessz megteremtőihez tartozik a tapasztalt fehér zongorista, Lennie Tristano, aki 1946-ban Chicagóból New Yorkba költözött tanítványaival, Billy Bauerrel (gitár) és Warne Marsh-al (tenorszaxofon), valamint a thornhill-csapatból Lee Kontiz-el (altszaxofon), aki annak idején szólistaként a Birth of the Cool felvételeknél is közreműködött. Tristano zenéje különbözött Evans-ék muzsikájától. Szaxofonosaitól azt kérte, hogy játszanak tiszta hangszínen, koncentráljanak a dallami építkezésre és interakcióra.
Különösen a Tristano-iskola állt közel George Russel (kompozíció, arrangement) zeneelméleti elképzeléseihez, amiket a The Lydian Chromatic Concept of Tonal Organization című könyvében lefektetett (a könyv először 1953-ban jelent meg), és amelynek az eredménye a modális jazz is lett. Tristano zenéje egy kicsit konstruktivistább és tartózkodóbb, mint Evans és Davis muzsikája.
A New York-i cool dzsessz - mint együttműködő művészi foglalatoskodás - fehér és fekete zenészek egy igényes, új nyelve a korai modern dzsessz történetében. Hatásai a nyugati parti jazzszíntéren is érezhetőek voltak: Gerry Mulligan tevékenységének hatására 1952-ben San Franciscóban kifejlődött egy regionális cool-variáns; ennek a nyugati parti dzsessznek Chet Bakerrel vagy Chico Hamiltonnal az élén még nagyobb jelentősége volt, főként az európai dzsesszre volt óriási hatással (pl. Hans Kollerre).
A cool dzsessz képviselői közé tartozik a zongorista Dave Brubeck, szaxofonistája Paul Desmond, valamint George Shearing, Jim Hall és a Modern Jazz Quartet John Lewis-al, Milt Jacksonnal, Percy Heath-szel, Kenny Clarke-al és Connie Kay-jel.
A műfaj aranykora az ötvenes évek végén kezdődött a nyugati parton, mikor Dave Brubeck és zenekara kiadta a Time Out (1959) című lemezt. Ez a Billboard popalbum-listáján második helyezést ért el. A cool hatással volt a bossa novára, a modális jazzre (lásd Miles Davis Kind of Blue (1959) című lemezét), de még a free jazzre is (lásd Jimmy Giuffre 1961-1962-es felvételeit).

## Fontos albumok
- Dave Brubeck: Time Out (Columbia, 1959)
- Miles Davis és a Metronome All Stars: Birth of the Cool (Capitol, 1957)
- Stan Getz: The Complete Roost Sessions (Roost, 1950-54)
- Jimmy Giuffre: Western Suite Atlantic Records, 1958)
- Lee Konitz: Subconscious-Lee (Prestige/OJC, 1949/50)
- Shelly Manne: At the Blackhawk (Contemporary/OJC, 1959)
- Modern Jazz Quartet: Django (Prestige(OJC, 1953-55)
- Modern Jazz Quartet: Dedicated to Connie Atlantic Records, 1960)
- Gerry Mulligan és Chet Baker: The Original Quartet Blue Note Records, 1952/53)
- Gerry Mulligan és Bob Brookmeyer: Pleyel Conert 54 Disques Vogue, 1954)
- Shorty Rogers: Shorty Rogers Courts the Count RCA Records, 1954)
- Lennie Tristano: The Complete Lennie Tristano (Mercury, 1946/47)